# Galgenberg (Sankt Andreasberg)
Der Galgenberg bei Sankt Andreasberg im niedersächsischen Landkreis Goslar ist ein 594,3 m ü. NHN hoher Berg im Mittelgebirge Harz.

## Geographie

### Lage
Der Galgenberg liegt im Oberharz im Naturpark Harz. Er erhebt sich 1,1 km westsüdwestlich vom Rathaus des Braunlager Stadtteils Sankt Andreasberg. Auf dem in Ost-West-Richtung verlaufenden Berg befindet sich der Ortsteil Schwalbenherd. Eingefasst wird der Berg durch das Tal der Sperrlutter im Norden, Westen und Süden und durch das Tal Grüner Hirsch im Südosten.
Nachbarn sind die Kuppe (729,1 m; Nordnordosten), die Jordanshöhe (ca. 723 m; Nordosten), der Beerberg (658,1 m; Osten), der Glockenberg (ca. 627 m; Ostsüdosten), der Knieberg (556 m; Südsüdosten), die Koboltstaler Köpfe (ca. 673 m; Südwesten) und der Sieberberg (ca. 600 m; Westen).
Auf dem Galgenberg liegen Teile des Landschaftsschutzgebiets Harz (Landkreis Goslar) (CDDA-Nr. 321402; 2001 ausgewiesen; 389,75 km² groß).

### Naturräumliche Zuordnung
Der Galgenberg gehört in der naturräumlichen Haupteinheitengruppe Harz (Nr. 38), in der Haupteinheit Mittelharz (Oberharz; 380) und in der Untereinheit Südlicher Mittelharz (Südlicher Oberharz; 380.8) zum Naturraum Oderbergland (380.81). Die Landschaft leitet nach Westen durch das Tal der Sperrlutter in den Naturraum Sieberbergland (380.82) über.

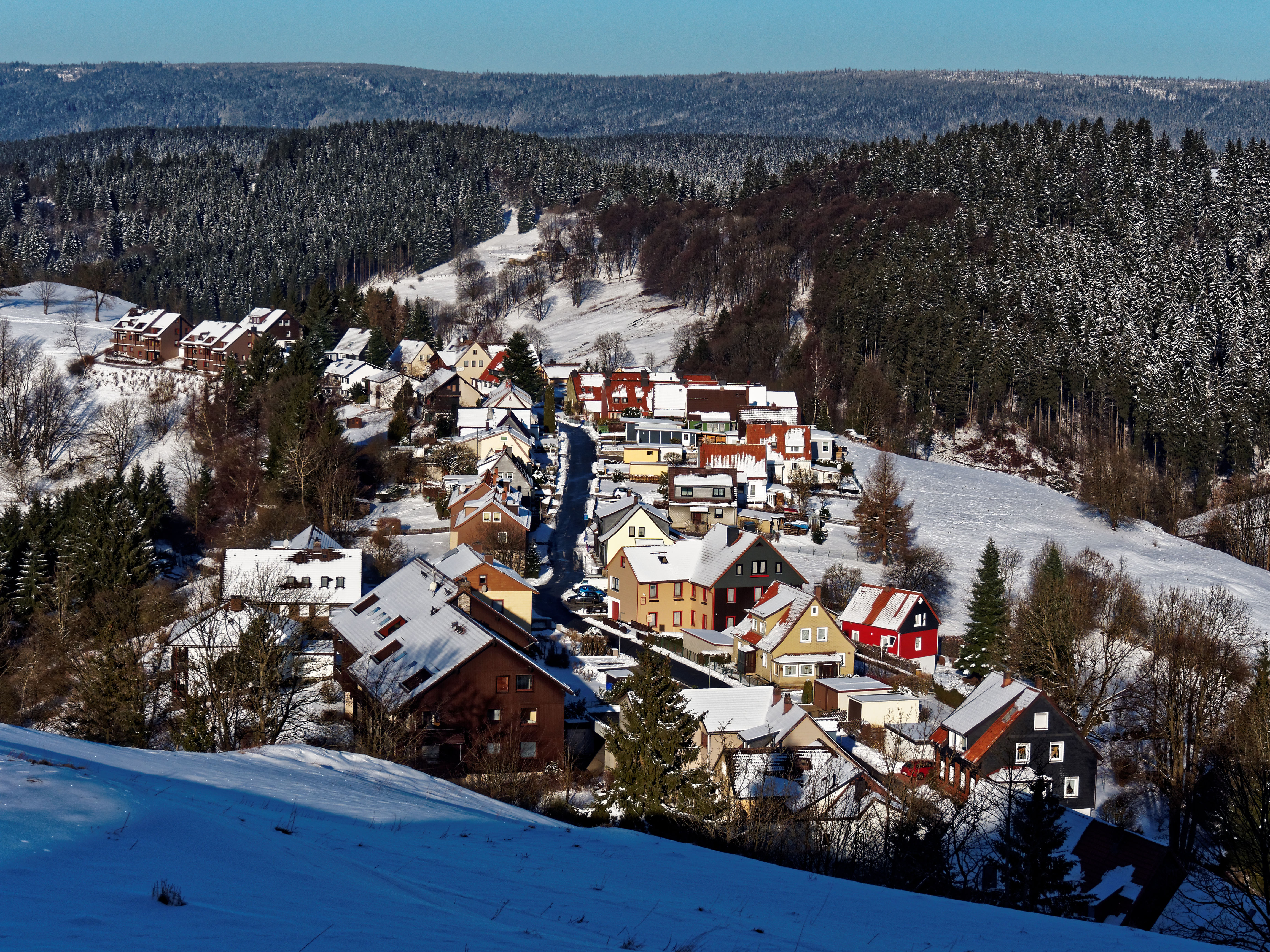
Blick vom Glockenberg nach Schwalbenherd
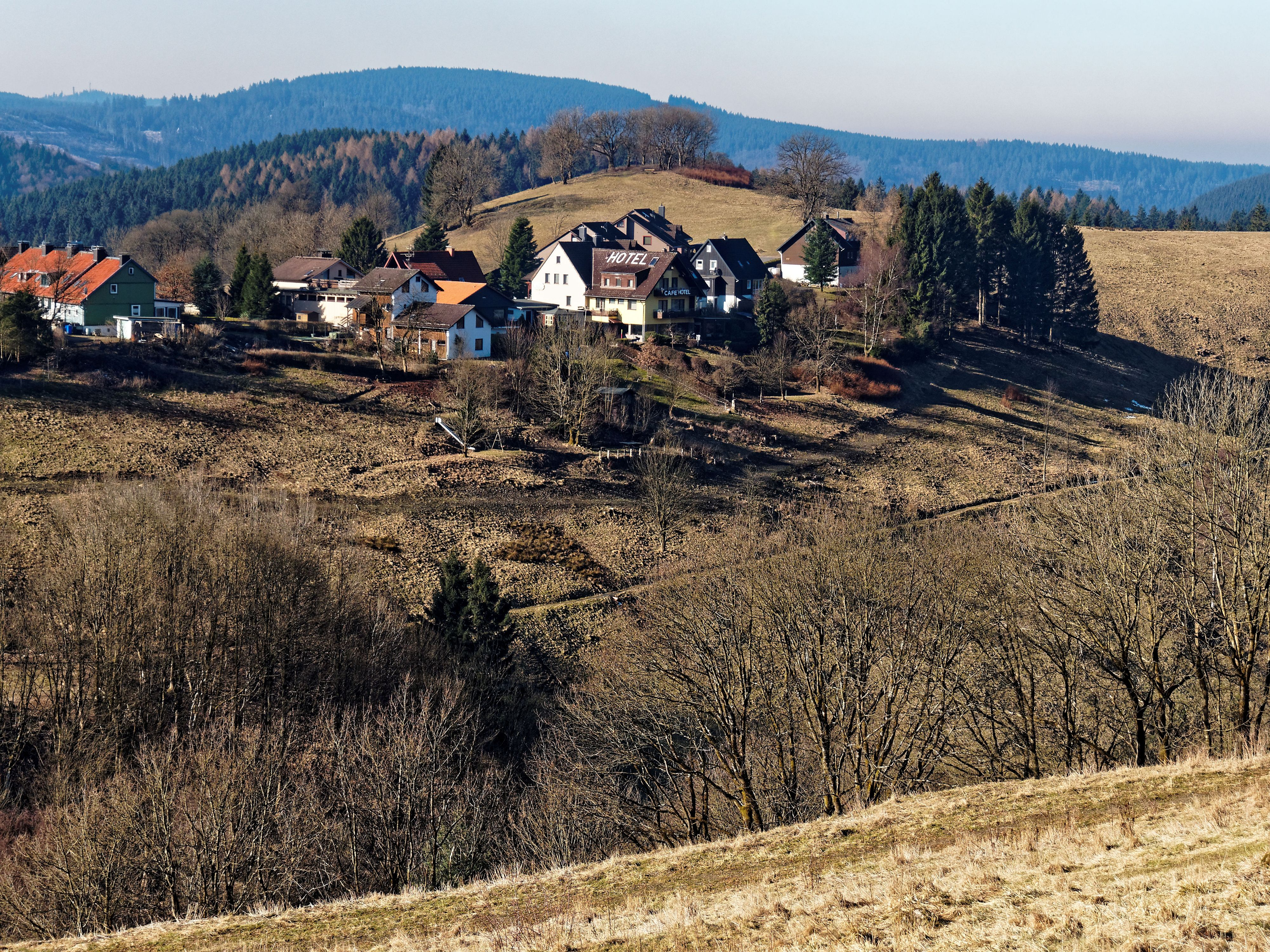
Blick von Nordosten zum Galgenberg mit Schwalbenherd
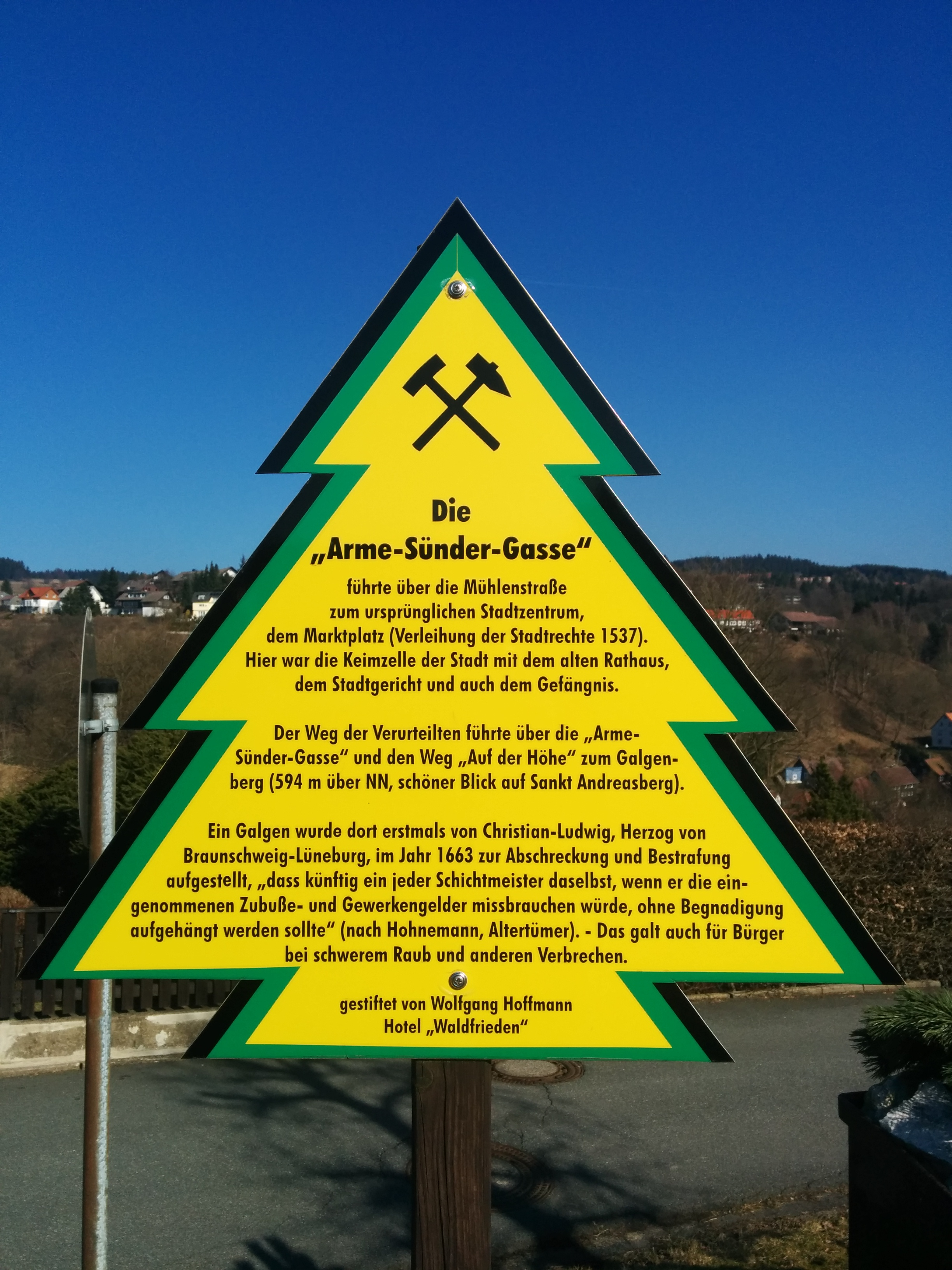
Dennert-Tanne an der Armen-Sünder-Gasse auf dem Weg zum Galgenberg

## Geschichte
Mit den 1537 verliehenen Stadtrechten erhielt die Bergstadt Sankt Andreasberg eine eigene Gerichtsbarkeit. 1663 ließ Christian Ludwig, Herzog zu Braunschweig-Lüneburg, einen Galgen auf dem Galgenberg aufstellen. Die Verurteilten wurden über die Arme-Sünder-Gasse und den Weg Auf der Höhe zum Galgen geführt. Auf dem Weg sollen diese die Gelegenheit erhalten haben, auf einem Stein sitzend zu verweilen und bei einem Blick über die Bergstadt über ihre Sünden nachzusinnen.

## Bergbau und Oberharzer Wasserregal
Durch die Nordflanke des Galgenbergs verläuft der Sieberstollen und durch die Südostflanke der Grünhirscher Stollen, die beide zum Oberharzer Wasserregal gehören. Auf der Nordseite befindet sich der Schacht Fünf Bücher Moses und der Schacht Felicitas.